# 二十一世紀に生きる君たちへ
『二十一世紀に生きる君たちへ』（にじゅういっせいきにいきるきみたちへ）は、司馬遼太郎の随筆。司馬が子供向けに書いた初の随筆で、大阪書籍「小学国語」に書き下ろしたもの。「一編の小説を書くより苦労した」と語っている。また、ファンも多く同作品をオマージュした書籍『二十一世紀をになう私たちへ』なども出版されている。
なお、掲載紙によっては『21世紀に生きる君たちへ』と数字で記されている場合もある。

## 二十一世紀に生きる君たちへ
歴史小説家の司馬遼太郎が初めて子供、特に小学生程度の年齢層を意識して書いた文章である。文章は大阪書籍の『小学国語』（6年生、下）に収録された。なお、この教科書は当時大型書店を中心に市販されている。
短いエッセイではあるが、これまで大人向けで歯ごたえのある小説・エッセイを書いてきた司馬だけに、初めて子供向けに書いたという話題性と、その無駄のない文章から、多くの人に読まれた文章である。文を読む限り、司馬自身、自分が生きたまま21世紀を迎えられないことを予期していたと見られ、それを前提に、やがて21世紀を担っていくであろう子供たちに向けての力強いメッセージと羨望の念が込められているこの文章は、まさしく司馬が残した遺書とも言うべきものであるといえる。「司馬遼太郎さんを送る会」でも朗読された。
2006年11月放送『たけしの日本教育白書』でも取り上げられた。
なお東大阪市の河内小阪駅から司馬遼太郎記念館へ至る途中の公園に文学碑が設置されている。

## 洪庵のたいまつ
『二十一世紀に生きる君たちへ』の兄弟編とも言える文章で、こちらは同『小学国語』（5年生、下）に収録されている。鎖国下の日本で蘭学を学び、多くの弟子を残して明治維新の礎となった緒方洪庵を題材に、「人のために」生きた彼の生涯を紹介する一編である。

## ある教師との関わり
- 神山育子　『こどもはオトナの父　司馬遼太郎の心の手紙』（朝日出版社、1999年）
小学校教諭が、早くからこの文章がのった教科書を使い、自主的に授業していた。司馬自身から励ましの手紙を受けている。

## 未来への決意
この文章を元に作られた混声合唱曲集である。「歴史」「人間」「自己」「決意」の4曲からなる。作詞は片岡輝、作曲は鈴木憲夫である。後に女声版も作られた。なお、「歴史」のみ無伴奏で残りの3曲にピアノ伴奏がつく。

## 収録されている単行本
- 『二十一世紀に生きる君たちへ』（2003年、司馬遼太郎記念館）
- 『十六の話』（1993年、中央公論社）ISBN 412002251X
- 『対訳 21世紀に生きる君たちへ』ドナルド・キーン監訳、ロバート・ミンツァー訳（1999年、朝日出版社）ISBN 4255990522
- 『二十一世紀に生きる君たちへ』（2001年、世界文化社）ISBN 4418015043
- 『司馬遼太郎が考えたこと 14』（2006年、新潮文庫）ISBN 410115256X